# Третье Болгарское царство
Тре́тье Болга́рское ца́рство (болг. Трето българско царство) — государство, существовавшее от провозглашения независимости в 1908 году до упразднения института монархии в 1946 году. Представляло собой конституционную монархию (Тырновская конституция 1879 года с поправками). Главой государства являлся царь (на западные языки титул переводится также как «король»), царствующей династией — Саксен-Кобург-Готская. Предусматривалось коллективное регентство в случае несовершеннолетия или недееспособности царя.
Государство стало царством 22 сентября 1908 года, когда князь болгар Фердинанд I принял титул царя, и таким образом провозгласил полную независимость от Османской империи (до этого момента страна формально являлась вассалом османов). На протяжении правления Фердинанда государство расширило свои границы после Первой Балканской войны, однако впоследствии за передел территорий развязала Вторую Балканскую войну и потеряла территории, завоёванные в первой войне. После балканских войн страна получила неофициальное прозвище «Балканская Пруссия». В 1915 году, чтобы вернуть утраченные территории царство вступило в Первую мировую войну на стороне Центральных держав, оказав значительное влияние на дальнейший ход войны, по окончании которой подписала Салоникское перемирие со странами Антанты, по которому потеряла часть территории и населения.
После поражения в войне царь Фердинанд отрёкся от престола, и его место занял сын Борис III. В межвоенные годы он был очень популярным монархом, при нём страна имела важное значение на Балканском полуострове. После начала Второй мировой войны Болгария стала поддерживать страны «оси», присоединившись к Берлинскому пакту 1940 года и поддерживая боевые действия против союзников. В 1943 году Борис умер, и на престол вошёл его малолетний сын Симеон под регентством министров, и в стране произошёл государственный переворот, и страна встала на сторону союзников во Второй мировой войне. После окончания войны, в сентябре 1946 года в стране проведён референдум, в результате которого монархия была упразднена и королевская династия покинула страну. В стране установилось коммунистическое правительство и образовалась Народная Республика Болгария, просуществовавшая до 1990 года.

## История

### Эра князя Александра I Баттенберга
Княжество Болгария образовалась в 1878 году после Русско-турецкой войны, в результате которой Болгария освободилась от османского владычества, страна находилась под временным протекторатом Российской империи. В 1879 году князем Болгарии стал немецкий принц Александр Баттенберг. Воспользовавшись острым кризисом в Османской империи, болгарский князь Александр объявил об аннексии Восточной Румелии в 1885 году (однако Европейские страны признали это лишь в 1908 году). Его правление ознаменовалось Сербско-болгарской войной (причиной которой стала не признание Королевством Сербии объединения Болгарии), введением национальной валюты — лева. Такая политика ослабляла Османское влияние на Балканах и не была выгодна для неё и Великих Держав, в связи с чем Александр ⵏ подал в отставку под чужим давлением. Следующим князем Болгарии стал немецкий принц Фердинанд Саксен-Кобург-Готский, который опирался на Германскую империю и Австро-Венгрию.

### Эра царя Фердинанда I
После начала правления Фердинанда болгарское руководство ставило своей главной целью стать главным претендентом на наследие Османской империи на Балканском полуострове, а также стать крупнейшей страной в этом регионе.
При Фердинанде были внесены поправки в конституцию, расширившие полномочия царя и ограничившие принятые в 1879 году демократические нормы. Также, пользуясь слабостью Османской империи во время Боснийского кризиса, он провозгласил независимость Болгарии в 1908 году 22 сентября (5 октября по новому стилю).
Стремясь к ревизии территориальных итогов, закреплённых Берлинским конгрессом (1878), Болгария стала на путь милитаризации, стяжав прозвище «Пруссии на Балканах»

#### Провозглашение независимости
Несмотря на создание Княжества Болгарии, подчинённого Османской империи и последующего болгарского контроля над Восточной Румелией в 1885 году, на Балканах всё ещё существовало значительное болгарское население, в первую очередь, Македонии. Ситуация осложнялась тем, что Сербия и Греция также предъявляли претензии на некоторые части Македонии, в то же время Сербия считала македонских славян частью своей нации. Этот момент стал началом так называемой «Борьбы за Македонию», которая фактически продолжалась до Первой мировой войны. В 1903 году в османской Македонии вспыхнуло восстание.
В 1908 году Фердинанд, воспользовавшись конфликтом между Великими державами, провозгласил свою страну королевством, а самого себя – царём в Церкви Сорока Мучеников в Велико-Тырново. Он сделал это 5 октября (хотя в Болгарии день независимости отменяется 22 сентября, поскольку юлианский календарь был официальным в Болгарии до 1916 года). Однако и до этого Болгария лишь формально признавала власть султана.
Фердинанд принял болгарский титул «Царь» в честь правителей Первого и Второго Болгарских царств. Однако, если предыдущие болгарские «цари» считались императорами, то Фердинанда и его преемников за пределами Болгарии называли «королями». Тырновская конституция была сохранена, при этом слово «царь» заменило слово «князь».

#### Первая Балканская война
В 1911 году премьер-министр-националист Иван Гешов приступил к союзу с Грецией и Сербией, и три союзника согласились отказаться от своего соперничества и спланировать совместное нападение на османов.
В феврале 1912 года между Болгарией и Сербией был подписан секретный договор, который сначала был направлен против Австро-Венгрии, но затем был перенаправлен Болгарией против Османской империи, а в мае 1912 года аналогичный договор был подписан с Грецией. Черногория также присоединилась к пакту. Договоры предусматривали раздел Македонии и Фракии между союзниками, хотя линии раздела оставались опасно расплывчатыми. После того, как османы отказались проводить реформы на спорных территориях, в октябре 1912 года разразилась Первая Балканская война.
Болгария была в военном отношении самой мощной страной в лагере союзников, мобилизовав около 600 тыс. человек. Вступив в войну против Османской империи 18 октября (н. ст.), болгарская армия под командованием генерала Радко-Дмитриева вскоре начала продвижение к Константинополю, 26 марта 1913 года захватила Адрианополь и вплотную приблизилась к столице Османской империи. В результате войны Болгария получила от Османской империи практически всю Фракию (кроме Константинополя) с Адрианополем (Одрин) и обширный выход к Эгейскому морю.

#### Вторая Балканская война
Однако раздел османских владений на Балканах не удовлетворил Сербию и Грецию, которые отказались отводить войска на ранее оговоренные границы. Камнем преткновения между Болгарией и Сербией стала Македония, регион с полиэтническим населением, ещё в 1890-е годы ставший полем соперничества преимущественно между Грецией (и греками вообще) и Болгарией. Скоротечная Вторая Балканская война началась меньше месяца спустя после первой. 29 июня 1913 года болгарские войска вторглись в Македонию. Одновременно болгарские войска вторглись в Грецию (Битва под Килкисом). Сербию и Грецию поддержали Румыния (Румынская интервенция в Болгарию (1913)) и Османская империя (Турецкая интервенция в Болгарию (1913)). Болгария проиграла эту войну и лишилась Адрианополя и Добруджи, однако сохранила выход к Эгейскому морю.

#### Первая мировая война
После поражения во Второй Балканской войне в Болгарии стали расти реваншистские настроения, и антироссийская позиция правительства стала набирать обороты. Газеты «Утро», «Дневник», «Камбана», настроенные прогермански, стали вести активную антисербскую пропаганду, а правительство ожидало нового военного конфликта с целью возвращения утраченных территорий. В пропаганде того времени указывалось, что Болгария проиграла войну из-за поддержки Российской империи балканских государств — противников Болгарии.
В начале войны болгарское правительство во главе с премьер-министром Василом Радославовым объявило о нейтралитете, и в это же время страны Антанты пытались убедить болгарское правительство к вступлению в войну на своей стороне. В частности, Васил Радославов в разговоре с министром иностранных дел Российской империи Сергеем Сазоновым заявлял, что Болгария будет придерживаться нейтралитета до конца войны и не будет воевать против своей освободительницы — России.
В 1915 году Болгарское царство, следуя прогерманской ориентации Фердинанда и стремясь присоединить всю Македонию, вступило в Первую мировую войну на стороне Германии, Австро-Венгрии и Турции, которые пообещали стране в случае своей победы новые территории, объявив войну Сербии. Болгария стала считаться в странах Антанты «предательницей славянства». После подписания необходимых документов в стране началась мобилизация, в результате которой было призвано около 1,2 млн человек. На начальном этапе войны болгарским войскам сопутствовал успех: сербская армия была разгромлена и эвакуировалась на греческий остров Корфу, а участие Болгарии в войне в дальнейшем ограничилось только Салоникским фронтом. В то же время болгарское население постепенно начало протестовать против участия в войне. Кульминацией участия Болгарии в войне стало сокрушительное поражение при Добро поле.
В сентябре 1918 года французы, сербы, британцы, итальянцы и греки прорвались на македонском фронте, и царь Фердинанд был вынужден просить мира. Стамболийский выступал за демократические реформы, а не за революцию. Чтобы остановить революционеров, он убедил Фердинанда отречься от престола в пользу его сына Бориса III. Революционеры были подавлены, а армия расформирована. По Нейи-сюр-Сенскому договору Болгария уступила свое побережье Эгейского моря и Западную Фракии Греции, а часть своей македонской территории и западные окраины новому государству Королевства Югославия. Добруджа возвращается в состав Королевства Румыния. Страна была вынуждена сократить свою армию до 20 000 человек и выплатить репарации, превышающие 100 миллионов долларов. Болгары обычно называют результаты договора «Второй национальной катастрофой». Выборы в марте 1920 года дали аграриям подавляющее большинство, и Стамболийский сформировал первое подлинно демократическое правительство Болгарии.

### Эра царя Бориса III
После поражения в войне царь Фердинанд отрёкся от престола и вернулся в Германию, а его преемником в 1918 году стал его старший сын Борис III. В 1919 году в рамках Версальского мирного процесса был подписан Нёйиский договор, по которому Болгария лишалась выхода к Эгейскому морю (в пользу Греции). Кроме того, Болгария — единственная проигравшая сторона в Первой мировой войне, сохранившая монархию.
В 1920-е годы Болгария развивала отношения со странами Антанты, активно принимала русских эмигрантов. На фоне ослабления Болгарии премьером стал Александр Стамболийский, который проводил политику в интересах стран-победительниц, что вызывало недовольство консервативных кругов.
В ночь на 9 июня 1923 года в Болгарии произошёл госпереворот, который осуществили солдаты столичного гарнизона и юнкера Софийского военного училища. Члены правительства и парламента были арестованы, а премьером стал Александр Цанков.
Царь Борис III поддержал данный переворот. В ответ на приход нового правительства вспыхнуло Сентябрьское восстание, которое было жестоко подавлено. Левые экстремисты продолжили террор (взрыв в соборе Святой Недели 16 апреля 1925 года). Старые реваншистские настроения позволили новому болгарскому правительству наладить отношения с фашистской Италией. Тем не менее в стране продолжали проходить выборы и сохранялась многопартийная структура.
19 мая 1934 года в Болгарии произошел очередной переворот, в результате которого власть захватили военные из группировки «Звено» во главе с Кимоном Георгиевым. Действие Тырновской конституции было приостановлено, политические партии запрещены. Во внутренней политике проводилась централизация и огосударствление экономики. Профашистская внешнеполитическая ориентация осталась. Такого рода режим получил наименование монархофашизма.
После военного переворота 19 мая 1934 года усилилось сближение Болгарии и нацистской Германии.
21-22 января 1935 года произошел контрпереворот в результате которого в Болгарии установилась личная диктатура царя Бориса III.
1 августа 1938 года были подписаны Салоникские соглашения, в соответствии с которыми с царской Болгарии сняли ограничения на увеличение армии, а также разрешили ввести болгарские войска в ранее демилитаризованные зоны на границах с Грецией и Турцией.
В 1938 году Германия предоставила Болгарии заём в размере 30 млн рейхсмарок на закупку оружия.
В 1940 году царь Борис добился возвращения Болгарии Южной Добруджи.

### Вторая мировая война
2 февраля 1941 года Болгария и нацистская Германия подписали протокол о размещении немецких войск на территории Болгарии.
1 марта 1941 года в Вене были подписаны документы о присоединении Болгарии к пакту «Рим — Берлин — Токио».
В апреле 1941 года Болгария совместно с нацистской Германией и фашистской Италией приняла участие в Греческой операции и в Югославской операции, в результате которых она получила часть побережья Эгейского моря (западную часть Западной Фракии) равной 14 466 км² и часть Вардарской Македонии) равной 28 000 км². Хотя Болгария претендовала на Салоники и Афон, она их не получила. Уже в сентябре 1941 года в районе города Драма, населенном греками-репатриантами из Турции, болгарские оккупационные силы, по мнению греков, применили террор, равнозначный геноциду. После этого немцы уменьшили территорию Центральной Македонии, которой владели болгары.
С началом нападения Германии на СССР 22 июня 1941 года в Болгарии развернулось масштабное сопротивление. Состояние войны с СССР официальная София не провозгласила.
25 ноября 1941 года Болгария присоединилась к «Антикоминтерновскому пакту».
13 декабря 1941 года Болгария объявила войну Великобритании и США, хотя активные боевые действия за этим не последовали. Тем не менее, болгарские города стали подвергаться налётам авиации союзников. Помимо предоставления своей территории для размещения немецких войск и поставок сырья, в Болгарии были введены дискриминационные меры по отношению к немногочисленному еврейскому населению, но ни один еврей не был депортирован из Болгарии.
В годы войны болгарская армия насчитывала до полумиллиона солдат и офицеров, вооружённых в основном немецким оружием.
5 сентября 1944 года (после капитуляции Румынии) СССР объявил войну Болгарии. Однако болгарская армия не оказала Красной армии практически никакого сопротивления. 9 сентября в результате восстания, подготовленного силами «Отечественного фронта», прогерманское правительство было свергнуто, а новые просоветские власти объявили войну Германии. В 1944—1945 годах болгарская армия воевала против немцев на трёх фронтах: в Югославии, Венгрии и Австрии. Как правило, большая часть болгарского народа и политиков Отечественного фронта поддержали СССР, но ещё долгие годы после войны в Болгарии продолжалось вооружённое сопротивление антисоветского подполья горянского движения.

### Крах Третьего Болгарского царства
Ещё до окончания Второй мировой войны царский режим был подвергнут публичному порицанию за сотрудничество с правительствами стран «оси». 1 февраля 1945 года были казнены сотни официальных лиц, арестованных и осуждённых по обвинению в совершении военных преступлениях и измене Родине, среди которых оказались три бывших регента Болгарского царства — Богдан Филов, Никола Михов и князь Преславский Кирилл. Тем не менее монархия сохранилась и после окончания войны, после назначения нового регентского совета в составе Тодора Павлова, Венелина Ганева и Цвятко Бобошевски.
8 сентября 1946 года состоялся референдум, в котором приняли участие 91,63 % избирателей (4 132 007 из 4 509 354 человек), из них 92,72 % проголосовали за республику. В результате упразднения монархии девятилетний царь Симеон II вместе с матерью Иоанной Савойской и старшей сестрой Марией Луизой эмигрировал в Египет, а в 1951 году — в Испанию, но официально так и не отрёкся от престола. В 1996 году бывший царь Болгарии вернулся на родину и впоследствии занялся политикой, а в 2001—2005 годах находился в должности премьер-министра республики. Третье Болгарское царство прекратило своё существование.
Из территориальных приобретений Болгария смогла сохранить лишь Южную Добруджу. Из Западной Фракии, c 1920 года расположенной в Греции, и из греческой части Македонии было депортировано 150 тыс. болгар. B то же время почти всё греческое население, в течение тысяч лет проживавшее на побережье Чёрного моря, было депортировано из Болгарии.

## География
Болгарское царство располагалось на Балканском полуострове и граничило с Сербией, Грецией, Румынией и Османской империей. Государство омывалось Чёрным морем на востоке и до 1918 года Эгейским морем на юго-востоке. Самая крупная река страны — Дунай. Огромную территорию страны занимали леса. На территории страны располагались Балканские горы, а также включало в свою территорию Восточную Фракию. Поверхность Болгарии также неоднородна: она может быть равниной и достаточно горной. Климат — континентальный и средиземноморский.